# 智慧插座
智慧插座（Smart Plug）可透過Wifi、Bluetooth等方式與手持裝置連結，主要功能為遠端開關，定時排程。

## 概略介紹
隨著物聯網（Internet of things，IoT）越趨流行，智慧插座順應而生。許多家電已經智慧化，可以定時開關機，省電又符合使用者的需求，然仍有許多家電無法達到需求，智慧插座變順應而生。智慧插座只需連接在普通插座及電器插頭中間即可。透過插座中的晶片連結上網路或手持裝置，即可完成安裝。